# Leibnitzbach
Leibnitzbach är ett vattendrag i Österrike.   Det ligger i förbundslandet Tyrolen, i den centrala delen av landet, 300 km sydväst om huvudstaden Wien.
I omgivningarna runt Leibnitzbach växer i huvudsak blandskog. Runt Leibnitzbach är det ganska glesbefolkat, med 26 invånare per kvadratkilometer.